# Octàedre
Un octàedre o octaedre (ambdues variants són acceptades); del llatí octaedros, i del grec oktáedros) és un poliedre compost de vuit cares, sis vèrtexs i dotze arestes. Un octàedre regular és un sòlid platònic compost de vuit cares, cada una de les quals és un triangle equilàter quatre de les quals es troben en cada vèrtex. L'octàedre regular és una classe especial d'antiprisma triangular i de bipiràmide quadrada.

## Octàedre regular
Fórmules de l'àrea ({\displaystyle A}) i volum ({\displaystyle V}) de l'octàedre regular amb arestes de longitud {\displaystyle L}:
{\displaystyle A=L^{2}\cdot 2{\sqrt {3}}\approx L^{2}\cdot 3.464101615}
{\displaystyle V=L^{3}\cdot {\frac {\sqrt {2}}{3}}\approx L^{3}\cdot 0.4714045208}
L'altura (longitud de la major diagonal del políedre) és
{\displaystyle H=L\cdot {\sqrt {2}}\approx L\cdot 1.414213562}